# نوفو القابضة ايه/اس
نوفو القابضة ايه/اس (المعروفة سابقًا باسم "نوفو القابضة ايه/اس")  هي شركة قابضة المملوكة بالكامل لمؤسسة نوفو نورديسك لشركتي نوفا نورديسك و نونوزايمسك أيه/أس . تأسست شركة نوفو القابضة ايه/اس في عام 1999 م وتدير أصول مؤسسة نوفو نورديسك ، والتي بلغت قيمتها في عام 2022 ما يقرب من 805 مليار كرونة دانمركية   كرونة دانمركية (حوالي 107 مليار دولار أمريكي) وهي أكبر مؤسسة خيرية في العالم مما يجعل نوفو القابضة ايه/اس مستثمرًا رائدًا عالميًا في مجال علوم الحياة.  يقع المقر الرئيسي لشركة نوفو القابضة ايه/اس في كوبنهاجن ، الدنمارك، ولها مكاتب في سان فرانسيسكو وبوسطن وسنغافورة .
خلف إيفيند كولدينج هنريك جورتلر في منصب الرئيس التنفيذي في 1 مايو 2014.  غادر إيفيند كولدينج شركة نوفو القابضة ايه/اس في مارس 2016 وتولى قاسم كوتاي منصب الرئيس التنفيذي للمؤسسة. 
منذ عام 2016، يشغل قاسم كوتاي منصب الرئيس التنفيذي لشركة نوفو القابضة ايه/اس.